# Carlo Verdone

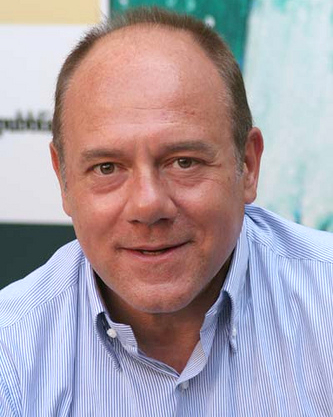
Carlo Verdone 2007

Carlo Verdone (* 17. November 1950 in Rom) ist ein italienischer Schauspieler, Drehbuchautor und Regisseur. Ab den 1970er-Jahren begann er eine Karriere beim Fernsehen. Sein Debüt als Regisseur gab er 1980 mit dem Film Un sacco bello in dem er auch verschiedene Rollen spielte. Er war an mehr als 40 Filmproduktionen beteiligt. Er ist bisher mit 28 Filmpreisen ausgezeichnet worden und erhielt über 40 weitere Nominierungen.

## Filmografie (Auswahl)
Darsteller
- 1979: La Luna
- 1982: Borotalco
- 1982: Wer hat dem Affen den Zucker geklaut? (Grand Hotel Excelsior)
- 2005: Handbuch der Liebe (Manuale d’amore)
- 2007: Handbuch der Liebe 2 (Manuale d’amore 2)
- 2009: Italians
- 2013: La Grande Bellezza – Die große Schönheit (La grande bellezza)
- 2021: Se vive una Volta sola
- 2021: Vita da Carlo[1]

Regie
- 1980: Un sacco bello
- 1982: Borotalco
- 1990: Eine Nacht mit Alice (Stasera a casa di Alice)
- 1991: Hätt‘ ich dich bloß niemals kennengelernt (Maledetto il giorno che t'ho incontrato) (auch Drehbuch)
- 1996: Ich bin verrückt nach Iris Blond (Sono pazzo di Iris Blond) (auch Drehbuch)
- 2021: Se vive una Volta sola
- 2021: Vita da Carlo (auch Drehbuchautor)[1]